# Pegestorf
Pegestorf is een gemeente in de Duitse deelstaat Nedersaksen. De gemeente maakt deel uit van de Samtgemeinde Bodenwerder-Polle in het Landkreis Holzminden. Pegestorf telt 368 inwoners.
Tot Pegestorf, dat een oud vissers- en schippersdorpje strak langs de Wezer is, behoort ook het enige kilometers westwaarts gelegen gehucht Steinmühle.
De enige bezienswaardigheid van betekenis is het natuurschoon. Men kan van fraaie uitzichten over de Wezer genieten. Bij Steinmühle kan men de Mühlenberg beklimmen. Hier staat een schuilhut. Op de top is het uitzicht fraai. Hier staat een in 1927 gebouwd Senator-Meyer-Monument ter ere van een zakenman, die in het begin van de 20e eeuw een speciale vorm van openbaar vervoer in de streek in het leven riep: personenvervoer per stoomboot.
- Gemeinsame Normdatei: 2112030-4
- Virtual International Authority File: 126179895

Arholzen · 
Bevern · 
Bodenwerder · 
Boffzen · 
Brevörde · 
Deensen · 
Delligsen · 
Derental · 
Dielmissen · 
Eimen · 
Eschershausen · 
Fürstenberg · 
Golmbach · 
Halle · 
Hehlen · 
Heinade · 
Heinsen · 
Heyen · 
Holenberg · 
Holzen · 
Holzminden · 
Kirchbrak · 
Lauenförde · 
Lenne · 
Lüerdissen · 
Negenborn · 
Ottenstein · 
Pegestorf · 
Polle · 
Stadtoldendorf · 
Vahlbruch · 
Wangelnstedt